# Helmut Cämmerer
Helmut Cämmerer, né le 5 mai 1911 et mort le 4 octobre 1997 à Buchholz in der Nordheide, est un kayakiste allemand pratiquant la course en ligne.

## Palmarès

### Jeux olympiques (course en ligne)
- 1936 à Berlin
  -  Médaille d'argent en K-1 1 000 m [2]